# Corrent comunista internacional
El Corrent Comunista Internacional és una organització comunista internacionalista centralitzada amb seccions en tot el món. Advoca, entre una altra altres coses, pel comunisme de consells. És una organització summament obrerista.

## Història
El Corrent Comunista Internacional (CCI) el va fundar Revolution Internationale de França, World Revolution del Regne Unit, Internationalism dels EUA, Rivoluzione Internazionale, d'Itàlia, el Grup Internacionalisme de Veneçuela, Acció Proletària d'Espanya el 1975. La majoria d'estos grups va nàixer arran del creixement de la política revolucionària amb el ressorgir a nivell internacional de les revoltes de la classe treballadora a finals dels 60.
La CCI traça els seus orígens polítics en les fraccions d'esquerra que es van separar de la Internacional Comunista particularment les fraccions d'esquerra d'alemanya, holandesa i italiana.
El seu antecedent polític directe era la Gauche Communiste (Esquerra Comunista) de França, que es va separar dels Bordiguistas a mitjan anys 40. Este grup es va dissoldre en 1952 quan l'onada revolucionària anticipada no va aconseguir materialitzar-se. No obstant això, el grup Internacionalisme, fundat en 1964 a Veneçuela, va tindre una gran influència de l'experiència i les posicions de la Gauche Communiste, ja que els que van formar este grup van tindre a Marc Chiric (Marck Laverne), un exmembre de la Gauche Communiste de França com el seu mentor.
Marc s'havia desplaçat a Veneçuela el 1952 pensant que a Europa podria esclatar una altra vegada una guerra mundial. Hi va anar amb la seua companya Clara, i va fundar a Veneçuela el Grup Internacionalisme que en el seu moment va desenvolupar una forta denúncia política a les teories guerrilleres que van sorgir a l'Amèrica Llatina que es van enfortir amb la victòria de Castro i Guevara a Cuba.
Ara (finals de 2007), la CCI té seccions a França, Gran Bretanya, Mèxic, Bèlgica, Països Baixos, Alemanya, Espanya, Veneçuela, Suècia, Índia, Itàlia, EUA., Suïssa, Brasil i ha publicat en diversos idiomes com ara rus, portugués, filipí, persa, turc, bengalí, japonés i coreà.
De 1977 i a 1984, la CCI va participar activament en les Conferències internacionals organitzades pel "Partit Comunista Internazionalista-Batalla Comunista", en el curs de les quals van sorgir de divergències, referents a la concepció de partit i l'Estat i als criteris d'anàlisi de la crisi capitalisme. En 1983, la constitució del Buró Internacional per Revolucionari (BIPR), per part del Partit Comunista Internazionalista-Batalla Comunista d'Itàlia i de la Communist Workers Organització (CWO) de gran bretanya com a resultat d'estes conferències, no va impedir que les polèmiques entre la CCI i el BIPR mantenint relacions amb estes organitzacions.
Alguns escissions de la CCI van donar vida a noves formacions, entre estes, Grup Comunista Internacional (GCI), la Fracció externa de la CCI (FECCI). En 2001 es constituïx la Fracció Interna de CCI (FICCI), que denuncia una suposada política liquidadora de la nova direcció del Corrent que al seu director es negava al debat polític, multiplicant-se mesures disciplinàries contra qui expressara posicions divergents.
La FCCI, després de desertar (segons la CCI) és exclosa del Corrent en 2002 acusada de delació i robatori (també a dir de la CCI), en el curs del XV° Congrés Internacional de la CCI.

## Publicacions
L'Òrgan internacional del CCI és la "Revista Internacional", publicat en francés, anglés, espanyol, i en menor grau en italià i alemany. Des dels orígens, esta Revista va publicar a nombrosos testimonis de l'Esquerra Comunista Internacional, fent-los eixir generalment d'àmbits molt reduïts. La CCI per un altre costat va conduir importants investigacions històriques, en particular sobre l'Esquerra Comunista Italiana i germànic holandesa.
En els diferents països on es troba la CCI i té els suficients mitjans, publica entre altres els següents periòdics regionals:
Acción proletària
Publicació bimestral d'ESPANYA,
Communist Internationalist
En hindi,INDIA,
Internacionalismo
Publicació Semestral de Veneçuela, 
Internationalism Publicació en ESTATS UNITS,
Internationalisme
A BÈLGICA,
Internationell Revolution
A SUÈCIA,
Révolution Internationale
Publicació mensual a FRANÇA,
Revolución Mundial
Publicació bimestral en MÈXIC,
Rivoluzione Internazionale
A ITÀLIA,
Weltrevolution
A ALEMANYA i SUÏSSA,
Wereld Revolutie
A HOLANDA,
World Revolution
En GRAN BRETANYA.

## Ideologia
En la concepció teòrica del CCI, té un paper fonamental el concepte de decadència del capitalisme, sobre la base que este mode de producció ha perdut les seues característiques progressistes, i la institució Estatal ha crescut exorbitantment absorbint fins a organitzacions obreres com els sindicats, els que ara seran un mitjà de la conservació del capitalisme..
Per a la decadència del capitalisme, es concreta irreversiblement amb la Primera Guerra Mundial, donant lloc al final dels anys Huitanta amb la caiguda del bloc De l'Est, a la fase de descomposició, última fase de la història del capitalisme.
Com en la tradició clàssica de l'Esquerra Comunista, la democràcia, l'estalinisme i el feixisme es veuen com a diverses cares de la dictadura de la burgesia. Inclús els partits social demòcrates comunistes o excomunistes, compresos les formacions de l'extrema esquerra d'inspiració maoista, trotskista i inclús d'algunes de caràcter anarquista són definides com a fraccions de la burgesia també reaccionàries.
Reapropiant-se del punt de vista de Rosa Luxemburg, la CCI considera que les guerres d'alliberament nacional no són ja viables per a un progrés de la humanitat, i si són un obstacles per als treballadors en la seua lluita pel comunisme de la mateixa manera considera que el parlamentarisme és una forma de lluita que mai va pertànyer a la classe obrera i que des de principis del segle XX ha sigut igualment un obstacle per al desenrotllament de la seua consciència i la seua lluita per un orde social sense explotació
La CCI va definir als règims de l'antiga URSS i els seus satèl·lits De l'Est d'Europa, així com a la Xina, Cuba, Corea, Vietnam, etc. com a règims autoritaris d'un capitalisme d'Estat.
A diferència d'altres utilitzacions del concepte "Capitalisme d'Estat" la CCI ho utilitza per a definir una tendència històrica universal del capitalisme on l'Estat assumix un paper regulador i cohesionador de la societat capitalista, d'esta manera per a la CCI existixen en el Capitalisme d'Estat formacions més subtils però no menys salvatges d'organització capitalista, com als Estats Units, França, etc.
La CCI desaprova la lluita guerrillera com a mètode per a generar un canvi revolucionari, però contra el que poguera pensar-se no és pacifista, considera que el canvi social al comunisme serà irremeiablement violent a través d'una revolució dirigida per la classe treballadora. Per a ella la qüestió de la violència és vital que no siga desenrotllada per una minoria, sinó que ha de ser llebada acabe de manera massiva i conscient per la classe proletària.
La CCI denúncia en conseqüència a tota mena de guerrillerismo, tant el de vell estil dels seixanta i setanta com dels de l'era de "mundialització" EZLN, ETA, la Intifada, i altres
Al contrari de l'Esquerra comunista d'origen italià, la CCI defén que el Partit Comunista no instaurara la seua dictadura en nom de la classe obrera, sinó contribuir a la unitat de tal batalla i a la generalització de la consciència de classe, en direcció de la conquista revolucionària del poder per part dels Consells obrers. Però a diferència dels "comunistes de consells" que oposen els consells obrers al partit, la CCI els situa en un nivell de complement i no d'exclusió.

## Documents
Plataforma de la CCI
Posiciones básicas
Historia,30 años de la CCI Arxivat 2007-12-12 a Wayback Machine.
Nación o clase Arxivat 2007-11-29 a Wayback Machine.
España 1936, Franco y la republica masacran a los trabajdores Arxivat 2008-05-31 a Wayback Machine.